# USS Pasig (AW-3)
USS Pasig (AW-3) – amerykański okręt pomocniczy z okresu II wojny światowej. Pełnił służbę w United States Navy jako destylarnia wody.
Pierwotnie planowany jako zbiornikowiec SS "Mission San Xavier" (typ T2-SE-A2, MC hull 1826). Stępkę położono 18 maja 1944, przemianowany na USS Pasig (AO–91) 3 lipca 1944. Zwodowany 15 lipca 1944, matką chrzestną była pani McCone. Przemianowany na USS "Pasig" (AW–3) 28 sierpnia 1944. Nabyty przez marynarkę 21 października 1944, wszedł do służby 11 grudnia 1944.
W czasie II wojny światowej brał udział w działaniach wojennych na Pacyfiku (Ulithi, Okinawa, Filipiny). Zaopatrywał jednostki Floty Pacyfiku i bazy na lądzie w wodę. 
Wycofany ze służby w lutym 1947.
Wszedł do służby 15 marca 1951. W Yokosuka rozpoczął służbę w kwietniu i przez kolejne 37 miesięcy dostarczał świeżą wodę jednostkom Narodów Zjednoczonych. 
Wycofany ze służby 15 czerwca 1955. Przesunięty do rezerwy. 1 lipca 1960 skreślony z listy jednostek floty. W 1975 sprzedany na złom.